# Lista de convidados do Saturday Night Live
Saturday Night Live é um programa semanal de comédia do canal NBC que é transmitido praticamente todos os sábados à noite desde sua estreia em 11 de Outubro de 1975. Trata-se de um dos mais duradouros programas de entretenimento da história da televisão norte-americana. A cada semana, o elenco é incrementado por um convidado especial e uma apresentação musical.
O programa tem sido o trampolim para a carreira da maioria dos astros de humor norte-americano nos últimos trinta anos. Foi criado por Lorne Michaels, e em Janeiro de 2005, teve seu contrato renovado até 2012.
Vai ao ar no Brasil pela Sony Entertainment Television. Em Portugal, foi inicialmente transmitido pela SIC Comédia até ao cancelamento do canal, actualmente passa na FOX Portugal.
Em 2007 a revista Time considerou o SNL o número 1 na lista dos "100 maiores realitys shows de todos os tempos".

## #
| Convidado      | Apresentação | Convidado Musical | Cameo |
| -------------- | ------------ | ----------------- | ----- |
| 'N Sync        |              | Sim               |       |
| 10,000 Maniacs |              | Sim               |       |
| 14 Karat Soul  |              | Sim               | Sim   |
| 3-D            |              | Sim               |       |
| 50 Cent        |              | Sim               |       |

## A
| Convidado                | Apresentação | Convidado Musical | Cameo |
| ------------------------ | ------------ | ----------------- | ----- |
| ABBA                     |              | Sim               |       |
| Ariana Grande            | Sim          | Sim               |       |
| Cher                     |              | Sim               |       |
| Paula Abdul              |              |                   | Sim   |
| Bella Abzug              |              |                   | Sim   |
| AC/DC                    |              | Sim               |       |
| Amy Adams                | Sim          |                   |       |
| Bryan Adams              |              | Sim               |       |
| Ryan Adams               |              | Sim               |       |
| Adele                    | Sim          | Sim               |       |
| Aerosmith                |              | Sim               |       |
| Ben Affleck              | Sim          |                   | Sim   |
| AFI                      |              | Sim               |       |
| Christina Aguilera       | Sim          | Sim               |       |
| Danny Aiello             | Sim          |                   |       |
| Clay Aiken               |              | Sim               |       |
| Franklyn Ajaye           |              |                   | Sim   |
| Akon                     |              | Sim               |       |
| Marv Albert              |              |                   | Sim   |
| Jason Alexander          | Sim          |                   | Sim   |
| Lamar Alexander          |              |                   | Sim   |
| Kim Alexis               |              |                   | Sim   |
| All Saints               |              | Sim               |       |
| Joan Allen               | Sim          |                   |       |
| Lily Allen               |              | Sim               |       |
| Kirstie Alley            | Sim          |                   |       |
| The Allman Brothers Band |              | Sim               |       |
| Amazing Rhythm Aces      |              | Sim               |       |
| Tori Amos                |              | Sim               |       |
| Trey Anastasio           |              | Sim               | Sim   |
| Anthony Anderson         |              |                   | Sim   |
| Harry Anderson           | Sim          |                   | Sim   |
| John B. Anderson         |              |                   | Sim   |
| Laurie Anderson          |              | Sim               |       |
| Richard Dean Anderson    |              |                   | Sim   |
| Michael Angarano         |              |                   | Sim   |
| Jennifer Aniston         | Sim          |                   | Sim   |
| Ann-Margret              |              |                   | Sim   |
| Adam Ant                 |              | Sim               |       |
| Marc Anthony             |              | Sim               |       |
| Fiona Apple              |              | Sim               |       |
| Christina Applegate      | Sim          |                   |       |
| Arcade Fire              |              | Sim               |       |
| Arctic Monkeys           |              | Sim               |       |
| Ana de Armas             | Sim          |                   |       |
| Giorgio Armani           |              |                   | Sim   |
| Joan Armatrading         |              | Sim               |       |
| Lance Armstrong          | Sim          |                   |       |
| Desi Arnaz               | Sim          |                   |       |
| Desi Arnaz Jr.           |              |                   | Sim   |
| Tom Arnold               | Sim          |                   | Sim   |
| Rosanna Arquette         | Sim          |                   |       |
| Arrested Development     |              | Sim               |       |
| Bea Arthur               | Sim          |                   | Sim   |
| Ashanti                  |              |                   | Sim   |
| Ashford and Simpson      |              | Sim               |       |
| Ed Asner                 | Sim          |                   |       |

## B
| Convidado                               | Apresentação | Convidado Musical | Cameo |
| --------------------------------------- | ------------ | ----------------- | ----- |
| The B-52s                               |              | Sim               |       |
| Bruce Babbitt                           |              |                   | Sim   |
| Barbara Bach                            |              |                   | Sim   |
| The Backstreet Boys                     |              | Sim               |       |
| Kevin Bacon                             | Sim          |                   |       |
| The Baha Men                            |              |                   | Sim   |
| Anita Baker                             |              | Sim               |       |
| Alec Baldwin                            | Sim          |                   | Sim   |
| Alia Baldwin                            |              |                   | Sim   |
| Hailey Baldwin                          |              |                   | Sim   |
| Stephen Baldwin                         |              |                   | Sim   |
| William Baldwin                         |              |                   | Sim   |
| The Band                                |              | Sim               |       |
| Antonio Banderas                        | Sim          |                   |       |
| The Bangles                             |              | Sim               |       |
| Christine Baranski                      | Sim          |                   | Sim   |
| The Barenaked Ladies                    |              | Sim               |       |
| Charles Barkley                         | Sim          |                   |       |
| Sydney Biddle Barrows                   |              |                   | Sim   |
| Drew Barrymore                          | Sim          |                   | Sim   |
| Toni Basil                              |              | Sim               | Sim   |
| Kim Basinger                            | Sim          |                   |       |
| Richard Baskin                          |              | Sim               |       |
| Jason Bateman                           | Sim          |                   |       |
| Justine Bateman                         | Sim          |                   |       |
| Beanie Sigel                            |              |                   | Sim   |
| The Beastie Boys                        |              | Sim               | Sim   |
| Beck                                    |              | Sim               |       |
| Ed Begley, Jr.                          | Sim          |                   |       |
| Ben Folds Five                          |              | Sim               |       |
| Annette Bening                          | Sim          |                   |       |
| Richard Benjamin                        | Sim          |                   |       |
| Tony Bennett                            |              |                   | Sim   |
| George Benson                           |              | Sim               |       |
| A. J. Benza                             |              |                   | Sim   |
| Candice Bergen                          | Sim          |                   |       |
| Milton Berle                            | Sim          |                   |       |
| Corbin Bernsen                          | Sim          |                   |       |
| Yogi Berra                              |              |                   | Sim   |
| Chuck Berry                             |              | Sim               |       |
| Halle Berry                             | Sim          |                   |       |
| Valerie Bertinelli                      | Sim          |                   |       |
| Beyoncé                                 |              | Sim               | Sim   |
| Justin Bieber                           |              | Sim               | Sim   |
| Jessica Biel                            |              |                   | Sim   |
| Big Country                             |              | Sim               |       |
| Big Daddy Kane                          |              | Sim               |       |
| The Big Show (Paul Wight)               |              |                   | Sim   |
| Stephen Bishop                          |              | Sim               |       |
| Björk                                   |              | Sim               |       |
| Jack Black                              | Sim          | Sim               | Sim   |
| Karen Black                             | Sim          |                   |       |
| The Black Crowes                        |              | Sim               |       |
| The Black Eyed Peas                     |              | Sim               |       |
| Deb Blair                               |              |                   | Sim   |
| Eubie Blake                             |              | Sim               |       |
| Robert Blake                            | Sim          |                   |       |
| Mary J. Blige                           |              | Sim               | Sim   |
| Blind Melon                             |              | Sim               |       |
| blink-182                               |              | Sim               |       |
| Blondie                                 |              | Sim               |       |
| Blues Traveler                          |              | Sim               |       |
| James Blunt                             |              | Sim               |       |
| Bob and Ray                             |              |                   | Sim   |
| Muggsy Bogues                           |              |                   | Sim   |
| Manute Bol                              |              |                   | Sim   |
| Michael Bolton                          |              | Sim               |       |
| Bon Jovi                                |              | Sim               | Sim   |
| Jon Bon Jovi                            | Sim          | Sim               |       |
| Julian Bond                             | Sim          |                   |       |
| Bobby Bonilla                           |              |                   | Sim   |
| Bono                                    |              | Sim               | Sim   |
| Bootsy's Rubber Band                    |              |                   | Sim   |
| Pedro Borbón, Jr.                       |              |                   | Sim   |
| David Boreanaz                          |              |                   | Sim   |
| Barry Bostwick                          | Sim          |                   |       |
| Monk Boudreaux                          |              |                   | Sim   |
| David Bowie                             |              | Sim               | Sim   |
| Lara Flynn Boyle                        | Sim          |                   |       |
| Peter Boyle                             | Sim          |                   | Sim   |
| Bill Bradley                            |              |                   | Sim   |
| Tom Brady                               | Sim          |                   |       |
| Zach Braff                              | Sim          |                   |       |
| Bonnie Bramlett                         |              |                   | Sim   |
| Laura Branigan                          |              | Sim               |       |
| The Bravados                            |              |                   | Sim   |
| Jimmy Breslin                           | Sim          |                   |       |
| Brick                                   |              | Sim               |       |
| Edie Brickell                           |              | Sim               |       |
| Beau Bridges                            | Sim          |                   |       |
| Jeff Bridges                            | Sim          |                   |       |
| Lloyd Bridges                           |              |                   | Sim   |
| Nelson Briles                           |              |                   | Sim   |
| Matthew Broderick                       | Sim          |                   |       |
| Adrien Brody                            | Sim          |                   |       |
| Elliot Brody                            |              |                   | Sim   |
| Josh Brolin                             | Sim          |                   |       |
| Valri Bromfield                         |              |                   | Sim   |
| Albert Brooks                           |              |                   | Sim   |
| Garth Brooks                            | Sim          | Sim               | Sim   |
| Pierce Brosnan                          | Sim          |                   |       |
| Rachel Brosnahan                        | Sim          |                   |       |
| Joyce Brothers                          |              |                   | Sim   |
| Bobby Brown                             |              | Sim               |       |
| Clarence "Gatemouth" Brown              |              |                   | Sim   |
| James Brown                             |              | Sim               |       |
| Junior Brown                            |              |                   | Sim   |
| Larry Brown                             |              |                   | Sim   |
| Jackson Browne                          |              | Sim               |       |
| Bruce Hornsby and The Range             |              | Sim               |       |
| Bruce Springsteen and The E Street Band |              | Sim               |       |
| Bubba Sparxxx                           |              | Sim               |       |
| Michael Bublé                           |              | Sim               |       |
| Lindsey Buckingham                      |              | Sim               |       |
| Michael Buffer                          |              |                   | Sim   |
| Jimmy Buffett                           |              | Sim               |       |
| Clem Burke                              |              | Sim               | Sim   |
| Delta Burke                             | Sim          |                   |       |
| Carol Burnett                           |              |                   | Sim   |
| Jack Burns                              | Sim          |                   |       |
| William S. Burroughs                    |              |                   | Sim   |
| Ellen Burstyn                           | Sim          |                   |       |
| The Busboys                             |              | Sim               |       |
| Steve Buscemi                           | Sim          |                   | Sim   |
| Gary Busey                              | Sim          |                   |       |
| Timothy Busfield                        |              |                   | Sim   |
| Bush                                    |              | Sim               |       |
| George H. W. Bush                       |              |                   | Sim   |
| George W. Bush                          |              |                   | Sim   |
| Kate Bush                               |              | Sim               |       |
| Busta Rhymes                            |              | Sim               |       |
| Buster Poindexter                       |              | Sim               | Sim   |
| Dick Butkus                             |              |                   | Sim   |
| Gerard Butler                           | Sim          |                   |       |
| Joey Buttafuoco                         |              |                   | Sim   |
| Paul Butterfield                        |              | Sim               | Sim   |
| David Byrne                             |              | Sim               |       |
| Gabriel Byrne                           | Sim          |                   |       |

## C
| Convidado                            | Apresentação | Convidado Musical | Cameo |
| ------------------------------------ | ------------ | ----------------- | ----- |
| C+C Music Factory                    |              | Sim               |       |
| Sid Caesar                           | Sim          |                   |       |
| Nicolas Cage                         | Sim          |                   |       |
| Colbie Caillat                       |              |                   | Sim   |
| James Cameron                        |              |                   | Sim   |
| Naomi Campbell                       |              |                   | Sim   |
| Nell Campbell                        |              |                   | Sim   |
| Neve Campbell                        | Sim          |                   |       |
| Tevin Campbell                       |              | Sim               |       |
| John Candy                           | Sim          |                   | Sim   |
| Dyan Cannon                          | Sim          |                   |       |
| Captain Beefheart and The Magic Band |              | Sim               |       |
| Steve Carell                         | Sim          |                   |       |
| Mariah Carey                         |              | Sim               |       |
| George Carlin                        | Sim          |                   |       |
| John Carpenter                       |              |                   | Sim   |
| David Carradine                      | Sim          |                   |       |
| Jim Carrey                           | Sim          |                   | Sim   |
| The Cars                             |              | Sim               |       |
| Betty Carter                         |              | Sim               |       |
| Julian Casablancas                   |              | Sim               | Sim   |
| Case                                 |              |                   | Sim   |
| Johnny Cash                          | Sim          |                   | Sim   |
| June Carter Cash                     |              |                   | Sim   |
| Rosanne Cash                         |              | Sim               |       |
| Dick Cavett                          | Sim          |                   | Sim   |
| John Cena                            |              |                   | Sim   |
| Jackie Chan                          | Sim          |                   |       |
| Graham Chapman                       |              |                   | Sim   |
| Tracy Chapman                        |              | Sim               |       |
| Tracy Chapman                        |              | Sim               |       |
| Andrae Crouch                        |              | Sim               |       |

## D
| Convidado                               | Apresentação | Convidado Musical | Cameo |
| --------------------------------------- | ------------ | ----------------- | ----- |
| Terence Trent D'Arby                    |              | Sim               |       |
| Vincent D'Onofrio                       |              |                   | Sim   |
| E.G. Daily                              |              | Sim               |       |
| Dallas Cowboys Cheerleaders             |              |                   | Sim   |
| Johnny Damon                            |              |                   | Sim   |
| Matt Damon                              | Sim          |                   | Sim   |
| Claire Danes                            | Sim          |                   |       |
| Rodney Dangerfield                      | Sim          |                   | Sim   |
| Jeff Daniels                            | Sim          |                   |       |
| Rick Danko                              |              | Sim               | Sim   |
| Blythe Danner                           | Sim          |                   |       |
| Danny Boy                               |              |                   | Sim   |
| Ted Danson                              | Sim          |                   | Sim   |
| Tony Danza                              | Sim          |                   | Sim   |
| Dave Matthews Band                      |              | Sim               |       |
| Michael Daves                           |              | Sim               |       |
| Geena Davis                             | Sim          |                   |       |
| Michael Davis                           |              |                   | Sim   |
| Miles Davis                             |              | Sim               |       |
| Russ Davis                              |              |                   | Sim   |
| Ken Davitian                            |              |                   | Sim   |
| Rosario Dawson                          | Sim          |                   |       |
| Mink DeVille                            |              | Sim               |       |
| Greg Dean                               |              |                   | Sim   |
| Death Cab for Cutie                     |              | Sim               |       |
| Deee-Lite                               |              | Sim               |       |
| Calvert DeForest                        |              |                   | Sim   |
| Ellen DeGeneres                         | Sim          |                   |       |
| Robert DeNiro                           | Sim          |                   | Sim   |
| Brian Dennehy                           |              |                   | Sim   |
| Bruce Dern                              | Sim          |                   |       |
| Laura Dern                              |              |                   | Sim   |
| Des'ree                                 |              | Sim               |       |
| Desmond Child and Rouge                 |              | Sim               |       |
| Destiny's Child                         |              | Sim               |       |
| Danny DeVito                            | Sim          |                   | Sim   |
| Julia DeVito                            |              |                   | Sim   |
| Devo                                    |              | Sim               |       |
| Susan Dey                               | Sim          |                   |       |
| Neil Diamond                            |              |                   | Sim   |
| Cameron Diaz                            | Sim          |                   | Sim   |
| Eric Dickerson                          |              |                   | Sim   |
| Angie Dickinson                         | Sim          |                   |       |
| Diddy                                   |              | Sim               |       |
| Dido                                    |              |                   | Sim   |
| Matt Dillon                             | Sim          |                   |       |
| The Dirt Band                           |              | Sim               |       |
| Mike Ditka                              |              |                   | Sim   |
| The Dixie Chicks                        |              | Sim               |       |
| DMX                                     |              | Sim               |       |
| Christopher Dodd                        |              |                   | Sim   |
| Shannen Doherty                         | Sim          |                   |       |
| Thomas Dolby                            |              |                   | Sim   |
| Bob Dole                                |              |                   | Sim   |
| Elizabeth Dole                          |              |                   | Sim   |
| The Donnas                              |              | Sim               |       |
| Donny Harper and The Voices of Tomorrow |              | Sim               |       |
| The Doobie Brothers                     |              | Sim               |       |
| Jonathan Dorn                           |              |                   | Sim   |
| Kirk Douglas                            | Sim          |                   |       |
| Michael Douglas                         | Sim          |                   |       |
| Tony Dow                                |              |                   | Sim   |
| Roma Downey                             | Sim          |                   |       |
| Morton Downey, Jr.                      |              |                   | Sim   |
| Dr. Dre                                 |              | Sim               |       |
| Dr. John                                |              | Sim               |       |
| The Dream Academy                       |              | Sim               |       |
| Richard Dreyfuss                        | Sim          |                   |       |
| David Duchovny                          | Sim          |                   |       |
| Duffy                                   |              | Sim               |       |
| Griffin Dunne                           | Sim          |                   | Sim   |
| Kirsten Dunst                           | Sim          |                   |       |
| Duran Duran                             |              | Sim               |       |
| Christopher Durang                      |              |                   | Sim   |
| Robert Duvall                           |              |                   | Sim   |
| Shelley Duvall                          | Sim          |                   |       |
| Bob Dylan                               |              | Sim               |       |

## E
| Convidado                                         | Apresentação | Convidado Musical | Cameo |
| ------------------------------------------------- | ------------ | ----------------- | ----- |
| Eagle Eye Cherry                                  |              | Sim               |       |
| Craig Eastman                                     |              |                   | Sim   |
| Roger Ebert                                       |              |                   | Sim   |
| Edie Brickell & New Bohemians                     |              | Sim               |       |
| Anthony Edwards                                   | Sim          |                   |       |
| Marshall Efron                                    |              |                   | Sim   |
| Zac Efron                                         | Sim          |                   |       |
| Missy Elliott                                     |              | Sim               |       |
| Elvira: Mistress of the Dark (Cassandra Peterson) |              |                   | Sim   |
| Eminem                                            |              | Sim               |       |
| En Vogue                                          |              | Sim               |       |
| Emilio Estevez                                    | Sim          |                   |       |
| Amber Lee Ettinger                                |              |                   | Sim   |
| Eurythmics                                        |              | Sim               |       |
| Eve                                               |              | Sim               | Sim   |
| Everclear                                         |              | Sim               |       |
| Angie Everhart                                    |              |                   | Sim   |
| Everlast                                          |              | Sim               |       |
| Joyce Everson                                     |              | Sim               |       |
| Chris Evert                                       | Sim          |                   |       |

## F
| Convidado                 | Apresentação | Convidado Musical | Cameo |
| ------------------------- | ------------ | ----------------- | ----- |
| Morgan Fairchild          |              |                   | Sim   |
| Faith No More             |              | Sim               |       |
| Marianne Faithfull        |              | Sim               | Sim   |
| Fall Out Boy              |              | Sim               |       |
| Anna Faris                | Sim          |                   |       |
| Colin Farrell             | Sim          |                   |       |
| Dionne Farris             |              | Sim               |       |
| Jeff Fassero              |              |                   | Sim   |
| Fat Joe                   |              |                   | Sim   |
| Fear                      |              | Sim               |       |
| Feist                     |              | Sim               |       |
| Bryan Ferry               |              | Sim               |       |
| Sally Field               | Sim          |                   |       |
| Fine Young Cannibals      |              | Sim               |       |
| Colin Firth               | Sim          |                   |       |
| Fishbone                  |              | Sim               |       |
| Carrie Fisher             | Sim          |                   | Sim   |
| The Fixx                  |              | Sim               |       |
| Bela Fleck                |              |                   | Sim   |
| Fleet Foxes               |              | Sim               |       |
| Calista Flockhart         | Sim          |                   |       |
| Cliff Floyd               |              |                   | Sim   |
| Jared Fogel               |              |                   | Sim   |
| Mick Foley                |              |                   | Sim   |
| Foo Fighters              |              | Sim               |       |
| Steve Forbes              | Sim          |                   |       |
| Gerald Ford               |              |                   | Sim   |
| George Foreman            | Sim          |                   |       |
| Jodie Foster              | Sim          |                   |       |
| Jim Fowler                |              |                   | Sim   |
| Matthew Fox               | Sim          |                   | Sim   |
| Megan Fox                 | Sim          |                   | Sim   |
| Michael J. Fox            | Sim          |                   |       |
| Jamie Foxx                | Sim          |                   |       |
| James Franco              | Sim          |                   | Sim   |
| Frankie Goes To Hollywood |              | Sim               |       |
| Aretha Franklin           |              | Sim               |       |
| Franz Ferdinand           |              | Sim               |       |
| Brendan Fraser            | Sim          |                   | Sim   |
| Kinky Friedman            |              | Sim               |       |
| Funky Four Plus One       |              | Sim               |       |
| Edward Furlong            |              |                   | Sim   |
| Nelly Furtado             |              | Sim               |       |

## G
| Convidado                                  | Apresentação | Convidado Musical | Cameo |
| ------------------------------------------ | ------------ | ----------------- | ----- |
| G Unit                                     | Sim          |                   | Sim   |
| G. Love                                    |              |                   | Sim   |
| Peter Gabriel                              |              | Sim               |       |
| Chris Gaines                               |              | Sim               |       |
| Zach Galifianakis                          | Sim          |                   |       |
| James Gandolfini                           |              |                   | Sim   |
| Garbage                                    |              | Sim               |       |
| Nomar Garciaparra                          |              |                   | Sim   |
| Art Garfunkel                              | Sim          |                   | Sim   |
| Jennifer Garner                            | Sim          |                   |       |
| Teri Garr                                  | Sim          |                   | Sim   |
| Siedah Garrett                             |              | Sim               |       |
| Kyle Gass                                  |              | Sim               | Sim   |
| Sarah Michelle Gellar                      | Sim          |                   | Sim   |
| George Clinton e The Parliament Funkadelic |              | Sim               |       |
| George Thorogood and The Destroyers        |              | Sim               |       |
| Georgia Mass Choir                         |              |                   | Sim   |
| Gina Gershon                               |              |                   | Sim   |
| Ricky Gervais                              |              |                   | Sim   |
| Paul Giamatti                              | Sim          |                   |       |
| Mel Gibson                                 | Sim          |                   |       |
| Sara Gilbert                               | Sim          |                   |       |
| David Gilmour                              |              | Sim               |       |
| Gin Blossoms                               |              | Sim               |       |
| The Gipsy Kings                            |              | Sim               |       |
| Rudy Giuliani                              | Sim          |                   | Sim   |
| Philip Glass                               |              | Sim               |       |
| Tom Glavine                                |              |                   | Sim   |
| Danny Glover                               |              |                   | Sim   |
| Savion Glover                              |              |                   | Sim   |
| Gnarls Barkley                             |              | Sim               |       |
| The Go-Go's                                |              | Sim               |       |
| Andrew Gold                                |              | Sim               |       |
| Whoopi Goldberg                            |              |                   | Sim   |
| Jeff Goldblum                              | Sim          |                   |       |
| Marvin Goldhar                             |              |                   | Sim   |
| Good Charlotte                             |              | Sim               |       |
| Cuba Gooding Jr.                           | Sim          |                   |       |
| John Goodman                               | Sim          |                   | Sim   |
| Jeff Gordon                                | Sim          |                   |       |
| Ruth Gordon                                | Sim          |                   |       |
| Joseph Gordon-Levitt                       | Sim          |                   |       |
| Al Gore                                    | Sim          |                   | Sim   |
| Tipper Gore                                |              |                   | Sim   |
| Louis Gossett Jr.                          | Sim          |                   |       |
| Elliott Gould                              | Sim          |                   | Sim   |
| Topher Grace                               | Sim          |                   |       |
| Heather Graham                             | Sim          |                   |       |
| Kelsey Grammer                             | Sim          |                   | Sim   |
| Eddy Grant                                 |              | Sim               |       |
| The Grateful Dead                          |              | Sim               |       |
| Gravity with Howard Johnson                |              | Sim               |       |
| David Gray                                 |              | Sim               |       |
| Macy Gray                                  |              | Sim               |       |
| Al Green                                   |              | Sim               |       |
| Brian Austin Green                         |              |                   | Sim   |
| Mary Jane Green                            |              |                   | Sim   |
| Richard Green                              |              |                   | Sim   |
| Seth Green                                 |              |                   | Sim   |
| Tom Green                                  | Sim          |                   | Sim   |
| Green Day                                  |              | Sim               |       |
| Jane Greer                                 |              |                   | Sim   |
| Wayne Gretzky                              | Sim          |                   |       |
| David Alan Grier                           | Sim          |                   | Sim   |
| Merv Griffin                               |              |                   | Sim   |
| Andy Griffith                              |              |                   | Sim   |
| Melanie Griffith                           | Sim          |                   |       |
| Charles Grodin                             | Sim          |                   |       |
| Lawrence K. Grossman                       |              |                   | Sim   |
| Mark Grudzielanek                          |              |                   | Sim   |
| Robert Guillaume                           | Sim          |                   |       |
| Bryant Gumbel                              |              |                   | Sim   |
| Steve Guttenberg                           | Sim          |                   |       |
| Buddy Guy                                  |              |                   | Sim   |
| Jake Gyllenhaal                            | Sim          |                   | Sim   |
| Selena Gomez                               |              |                   |       |

## H
| Convidado               | Apresentação | Convidado Musical | Cameo |
| ----------------------- | ------------ | ----------------- | ----- |
| Britney Haas            |              |                   | Sim   |
| Daryl Hall              |              | Sim               |       |
| Jerry Hall              | Sim          |                   |       |
| Mark Hamill             |              |                   | Sim   |
| Ashley Hamilton         |              |                   | Sim   |
| Linda Hamilton          | Sim          |                   |       |
| Jon Hamm                | Sim          |                   |       |
| MC Hammer               | Sim          | Sim               |       |
| Mark Hampton            |              |                   | Sim   |
| Herbie Hancock          |              | Sim               |       |
| Tom Hanks               | Sim          |                   | Sim   |
| Hanson                  |              | Sim               |       |
| Mark Harmon             | Sim          |                   |       |
| Ben Harper              |              |                   | Sim   |
| Woody Harrelson         | Sim          |                   | Sim   |
| Neil Patrick Harris     | Sim          |                   |       |
| George Harrison         |              |                   | Sim   |
| Deborah Harry           | Sim          | Sim               |       |
| Josh Hartnett           | Sim          |                   |       |
| David Hasselhoff        |              |                   | Sim   |
| Teri Hatcher            | Sim          |                   |       |
| Anne Hathaway           | Sim          |                   | Sim   |
| Connie Hawkins          |              |                   | Sim   |
| Salma Hayek             | Sim          |                   |       |
| Sean Hayes              | Sim          |                   |       |
| Robert Hays             | Sim          |                   |       |
| Dennis Haysbert         |              |                   | Sim   |
| Jon Heder               | Sim          |                   |       |
| Hugh Hefner             | Sim          |                   |       |
| Robert Hegyes           |              |                   | Sim   |
| Levon Helm              |              | Sim               |       |
| Sherman Helmsley        |              |                   | Sim   |
| Mariel Hemingway        | Sim          |                   | Sim   |
| Florence Henderson      |              |                   | Sim   |
| Steve Henderson         |              |                   | Sim   |
| Don Henley              |              | Sim               |       |
| Marilu Henner           |              |                   | Sim   |
| Buck Henry              | Sim          |                   | Sim   |
| Natasha Henstridge      |              |                   | Sim   |
| Felix Heredia           |              |                   | Sim   |
| Ed Herlihy              |              |                   | Sim   |
| Pee-Wee Herman          | Sim          |                   |       |
| Howard Hesseman         | Sim          |                   | Sim   |
| Charlton Heston         | Sim          |                   |       |
| Jennifer Love Hewitt    | Sim          |                   |       |
| John Hiatt              |              | Sim               |       |
| Giovanni Hidalgo        |              |                   | Sim   |
| Faith Hill              |              | Sim               |       |
| Jonah Hill              | Sim          |                   |       |
| Lauryn Hill             |              | Sim               |       |
| Paris Hilton            | Sim          |                   | Sim   |
| Gregory Hines           |              | Sim               |       |
| Judd Hirsch             |              |                   | Sim   |
| Joel Hodgson            |              |                   | Sim   |
| Hal Holbrook            |              |                   | Sim   |
| Hole                    |              | Sim               |       |
| Jennifer Holliday       |              | Sim               |       |
| Buster Holmes           |              |                   | Sim   |
| Katie Holmes            | Sim          |                   |       |
| Larry Holmes            |              |                   | Sim   |
| Evander Holyfield       |              |                   | Sim   |
| Dennis Hopper           | Sim          |                   |       |
| Bruce Hornsby           |              | Sim               | Sim   |
| Bob Hoskins             |              |                   | Sim   |
| Hothouse Flowers        |              | Sim               |       |
| Whitney Houston         |              | Sim               |       |
| David Howard            |              |                   | Sim   |
| Ron Howard              | Sim          |                   | Sim   |
| Mike Huckabee           |              |                   | Sim   |
| Kate Hudson             | Sim          |                   |       |
| Huey Lewis and The News |              | Sim               |       |
| Hulk Hogan              | Sim          |                   |       |
| Brett Hull              |              |                   | Sim   |
| Barry Humphries         |              |                   | Sim   |
| Glenn Humplik           |              |                   | Sim   |
| Todd Hundley            |              |                   | Sim   |
| Helen Hunt              | Sim          |                   |       |
| John Hurt               |              |                   | Sim   |
| Mary Beth Hurt          |              |                   | Sim   |
| William Hurt            |              |                   | Sim   |
| Anjelica Huston         | Sim          |                   |       |
| Lauren Hutton           | Sim          |                   |       |
| Timothy Hutton          |              |                   | Sim   |
| Chrissie Hynde          |              | Sim               | Sim   |

## I
| Convidado         | Apresentação | Convidado Musical | Cameo |
| ----------------- | ------------ | ----------------- | ----- |
| Janis Ian         |              | Sim               |       |
| Vanilla Ice       |              | Sim               |       |
| Eric Idle         | Sim          |                   | Sim   |
| Billy Idol        |              | Sim               |       |
| Natalie Imbruglia |              | Sim               |       |
| India.Arie        |              | Sim               |       |
| Neil Innes        |              | Sim               | Sim   |
| Jeremy Irons      | Sim          |                   |       |
| Bill Irwin        |              |                   | Sim   |
| Oscar Isaac       | Sim          |                   |       |
| Chris Isaak       |              | Sim               |       |

## J
| Convidado                        | Apresentação | Convidado Musical | Cameo |
| -------------------------------- | ------------ | ----------------- | ----- |
| J-Kwon                           |              | Sim               |       |
| The J. Geils Band                |              | Sim               |       |
| Ja Rule                          |              | Sim               |       |
| Jack Bruce and Friends           |              | Sim               |       |
| Hugh Jackman                     | Sim          |                   |       |
| Janet Jackson                    | Sim          | Sim               |       |
| Jesse Jackson                    | Sim          |                   | Sim   |
| Joe Jackson                      |              | Sim               |       |
| Kate Jackson                     | Sim          |                   |       |
| Samuel L. Jackson                | Sim          |                   |       |
| Mick Jagger                      | Sim          | Sim               | Sim   |
| Jaheim                           |              |                   | Sim   |
| Pearl Jam                        |              | Sim               |       |
| LeBron James                     | Sim          |                   |       |
| Rick James                       |              | Sim               |       |
| Susan Saint James                | Sim          |                   | Sim   |
| Jamiroquai                       |              | Sim               |       |
| Jane's Addiction                 |              | Sim               |       |
| Allison Janney                   |              |                   | Sim   |
| Al Jarreau                       |              | Sim               |       |
| Keith Jarrett                    |              | Sim               |       |
| Ricky Jay                        |              |                   | Sim   |
| Jay-Z                            |              | Sim               | Sim   |
| Gregg Jefferies                  |              |                   | Sim   |
| Waylon Jennings                  |              |                   | Sim   |
| Jesse Dixon Singers              |              |                   | Sim   |
| Jesse Eisenberg                  | Sim          |                   |       |
| Jet                              |              | Sim               |       |
| Derek Jeter                      | Sim          |                   |       |
| Jewel                            |              | Sim               |       |
| Richard Jewell                   |              |                   | Sim   |
| Jimmy Eat World                  |              | Sim               |       |
| Joe                              |              |                   | Sim   |
| Joe King Carrasco and The Crowns |              | Sim               |       |
| Billy Joel                       |              | Sim               |       |
| Scarlett Johansson               | Sim          |                   | Sim   |
| Elton John                       |              | Sim               |       |
| Johnny Clegg and Savuka          |              | Sim               |       |
| Beverly Johnson                  |              |                   | Sim   |
| Jack Johnson                     |              | Sim               | Sim   |
| Jonas Brothers                   |              | Sim               |       |
| Chipper Jones                    |              |                   | Sim   |
| Janet Jones                      |              |                   | Sim   |
| January Jones                    | Sim          |                   |       |
| Norah Jones                      |              | Sim               |       |
| Quincy Jones                     | Sim          |                   |       |
| Rashida Jones                    |              |                   | Sim   |
| Rickie Lee Jones                 |              | Sim               |       |
| Sharon Jones                     |              |                   | Sim   |
| Michael Jordan                   | Sim          |                   |       |
| Michael B. Jordan                | Sim          |                   |       |
| Junior Walker                    |              | Sim               |       |

## K
| Convidado                                 | Apresentação | Convidado Musical | Cameo |
| ----------------------------------------- | ------------ | ----------------- | ----- |
| K.D. Lang and The Reclines                |              | Sim               |       |
| Madeline Kahn                             | Sim          |                   |       |
| Paula Kahn                                |              |                   | Sim   |
| Mindy Kaling                              |              |                   | Sim   |
| Alex Karras                               | Sim          |                   |       |
| Casey Kasem                               |              |                   | Sim   |
| Andy Kaufman                              |              |                   | Sim   |
| Ke$ha                                     |              | Sim               |       |
| Keane                                     |              | Sim               |       |
| Michael Keaton                            | Sim          |                   |       |
| Steven Keats                              |              |                   | Sim   |
| Katell Keineg                             |              |                   | Sim   |
| Harvey Keitel                             | Sim          |                   | Sim   |
| Kelis                                     |              | Sim               |       |
| Sally Kellerman                           | Sim          |                   |       |
| Bridget Kelly                             |              |                   | Sim   |
| George Kennedy                            | Sim          |                   |       |
| Arthur Kent                               |              |                   | Sim   |
| Carolyn Kepcher                           |              |                   | Sim   |
| Nancy Kerrigan                            | Sim          |                   |       |
| Kevin Rowland and Dexy's Midnight Runners |              | Sim               |       |
| Alicia Keys                               |              | Sim               |       |
| Chaka Khan                                |              | Sim               |       |
| Kid Creole and The Coconuts               |              | Sim               |       |
| Kid Rock                                  |              | Sim               | Sim   |
| Margot Kidder                             | Sim          |                   |       |
| Nicole Kidman                             | Sim          |                   |       |
| Greg Kihn                                 |              | Sim               |       |
| The Killers                               |              | Sim               |       |
| Val Kilmer                                | Sim          |                   |       |
| Roslyn Kind                               |              | Sim               |       |
| Carole King                               |              |                   | Sim   |
| Don King                                  |              |                   | Sim   |
| Kip King                                  |              |                   | Sim   |
| Mark King                                 |              |                   | Sim   |
| Kings of Leon                             |              | Sim               |       |
| Sam Kinison                               | Sim          |                   | Sim   |
| The Kinks                                 |              | Sim               |       |
| Greg Kinnear                              | Sim          |                   |       |
| Robert Klein                              | Sim          |                   |       |
| Kevin Kline                               | Sim          |                   |       |
| Richard Kneip                             |              |                   | Sim   |
| Ted Knight                                | Sim          |                   |       |
| Mark Knopfler                             |              | Sim               | Sim   |
| Johnny Knoxville                          | Sim          |                   | Sim   |
| Takeru Kobayashi                          |              |                   | Sim   |
| Ed Koch                                   | Sim          |                   | Sim   |
| Kool and The Gang                         |              | Sim               |       |
| Kool Moe Dee                              |              | Sim               |       |
| Bernie Kopell                             |              |                   | Sim   |
| Korn                                      |              | Sim               |       |
| Jane Krakowski                            |              |                   | Sim   |
| Ed Kranepool                              |              |                   | Sim   |
| Lenny Kravitz                             |              | Sim               | Sim   |
| Kris Kristofferson                        | Sim          |                   |       |
| Lisa Kudrow                               | Sim          |                   | Sim   |
| Margaret Kuhn                             |              |                   | Sim   |
| Pamelia Kurstin                           |              |                   | Sim   |
| Bill Kurtis                               |              |                   | Sim   |
| Ashton Kutcher                            | Sim          |                   | Sim   |

## L
| Convidado               | Apresentação | Convidado Musical | Cameo |
| ----------------------- | ------------ | ----------------- | ----- |
| L.V.                    |              |                   | Sim   |
| Shia LaBeouf            | Sim          |                   |       |
| Nick Lachey             | Sim          |                   |       |
| Lady Gaga               |              | Sim               |       |
| Ladysmith Black Mambazo |              | Sim               | Sim   |
| Ray LaMontagne          |              | Sim               |       |
| David Lander            |              |                   | Sim   |
| Steve Landesberg        |              |                   | Sim   |
| Nathan Lane             | Sim          |                   |       |
| Artie Lange             |              |                   | Sim   |
| Lewis Lapham            |              |                   | Sim   |
| Tommy Larkins           |              |                   | Sim   |
| John Larroquette        | Sim          |                   |       |
| Louise Lasser           | Sim          |                   |       |
| Matt Lauer              |              |                   | Sim   |
| Hugh Laurie             | Sim          |                   |       |
| Taylor Lautner          | Sim          |                   |       |
| Avril Lavigne           |              | Sim               |       |
| Jude Law                | Sim          |                   |       |
| Lucy Lawless            | Sim          |                   |       |
| Martin Lawrence         | Sim          |                   |       |
| Nicholas Lea            |              |                   | Sim   |
| Kate Lear               |              |                   | Sim   |
| Norman Lear             | Sim          |                   |       |
| Christopher Lee         | Sim          |                   |       |
| Jason Lee               | Sim          |                   |       |
| Pamela Lee              | Sim          |                   |       |
| Spike Lee               |              |                   | Sim   |
| Tommy Lee               |              |                   | Sim   |
| Laura Leighton          | Sim          |                   |       |
| Annie Lennox            |              | Sim               |       |
| Jay Leno                | Sim          |                   | Sim   |
| Level 42                |              | Sim               |       |
| Adam Levine             |              | Sim               | Sim   |
| Eugene Levy             |              |                   | Sim   |
| Monica Lewinsky         |              |                   | Sim   |
| David Lewis             |              |                   | Sim   |
| Jerry Lewis             | Sim          |                   |       |
| Liberace                |              |                   | Sim   |
| Gordon Lightfoot        |              | Sim               |       |
| Lil Wayne               |              | Sim               | Sim   |
| Hal Linden              |              |                   | Sim   |
| Linkin Park             |              | Sim               |       |
| Ray Liotta              | Sim          |                   |       |
| James Lipton            |              |                   | Sim   |
| John Lithgow            | Sim          |                   |       |
| Little Feat             |              | Sim               |       |
| Lucy Liu                | Sim          |                   |       |
| Blake Lively            | Sim          |                   | Sim   |
| Living Colour           |              | Sim               |       |
| LL Cool J               |              | Sim               |       |
| Christopher Lloyd       |              |                   | Sim   |
| The Lockers             |              |                   | Sim   |
| Heather Locklear        | Sim          |                   |       |
| Kurt Loder              |              |                   | Sim   |
| Lisa Loeb               |              | Sim               |       |
| Kenny Loggins           |              | Sim               |       |
| Lindsay Lohan           | Sim          |                   | Sim   |
| Michael Lohan           |              |                   | Sim   |
| Lone Justice            |              | Sim               |       |
| Justin Long             |              |                   | Sim   |
| Eva Longoria            | Sim          |                   |       |
| Jennifer Lopez          | Sim          | Sim               | Sim   |
| Los Lobos               |              | Sim               |       |
| Darlene Love            |              |                   | Sim   |
| Loverboy                |              | Sim               |       |
| Charlie Lowe            |              |                   | Sim   |
| Rob Lowe                | Sim          |                   |       |
| Susan Lucci             | Sim          |                   | Sim   |
| Ron Luciano             |              |                   | Sim   |
| Ludacris                | Sim          | Sim               | Sim   |
| Rick Ludwin             |              |                   | Sim   |
| Patti LuPone            |              |                   | Sim   |
| Luscious Jackson        |              | Sim               |       |

## M
| Convidado                         | Apresentação | Convidado Musical | Cameo |
| --------------------------------- | ------------ | ----------------- | ----- |
| Bernie Mac                        | Sim          |                   |       |
| Andie MacDowell                   | Sim          |                   |       |
| Lonnie Mack                       |              |                   | Sim   |
| Kyle MacLachlan                   | Sim          |                   |       |
| Ellen MacPherson                  | Sim          |                   | Sim   |
| John Madden                       | Sim          |                   | Sim   |
| Madness                           |              | Sim               |       |
| Madonna                           | Sim          | Sim               | Sim   |
| Tobey Maguire                     | Sim          |                   |       |
| John Mahoney                      |              |                   | Sim   |
| John Malkovich                    | Sim          |                   |       |
| Archie Manning                    |              |                   | Sim   |
| Eli Manning                       |              |                   | Sim   |
| Olivia Manning                    |              |                   | Sim   |
| Peyton Manning                    | Sim          |                   |       |
| Joe Mantegna                      | Sim          |                   | Sim   |
| Julianna Margulies                | Sim          |                   |       |
| The Mariachi Vargas de Tecalitlan |              | Sim               |       |
| Maroon 5                          |              | Sim               |       |
| Branford Marsalis                 |              |                   | Sim   |
| Wynton Marsalis                   |              | Sim               |       |
| Penny Marshall                    |              |                   | Sim   |
| Billy Martin                      | Sim          |                   |       |
| Pamela Sue Martin                 | Sim          |                   |       |
| Ricky Martin                      |              | Sim               |       |
| Steve Martin                      | Sim          |                   | Sim   |
| Strother Martin                   | Sim          |                   |       |
| Marvelous Marvin Hagler           |              |                   | Sim   |
| J. Mascis                         |              |                   | Sim   |
| Mary Stuart Masterson             | Sim          |                   |       |
| Debbie Matenopoulos               |              |                   | Sim   |
| Jerry Mathers                     |              |                   | Sim   |
| Charlie Matthau                   |              |                   | Sim   |
| Walter Matthau                    | Sim          |                   |       |
| Dave Matthews                     |              | Sim               |       |
| John Mayer                        |              | Sim               |       |
| Jack McBrayer                     |              |                   | Sim   |
| Cindy McCain                      |              |                   | Sim   |
| John McCain                       | Sim          |                   | Sim   |
| Linda McCartney                   |              | Sim               |       |
| Paul McCartney                    |              | Sim               | Sim   |
| Delbert McClinton                 |              | Sim               | Sim   |
| Matthew McConaughey               | Sim          |                   |       |
| Eric McCormack                    | Sim          |                   |       |
| Dylan McDermott                   | Sim          |                   |       |
| Michael McDonald                  |              | Sim               |       |
| Jack McDowell                     |              |                   | Sim   |
| Malcolm McDowell                  | Sim          |                   |       |
| John McEnroe                      |              |                   | Sim   |
| Bobby McFerrin                    |              | Sim               |       |
| The McGarrigle Sisters            |              | Sim               |       |
| George McGovern                   | Sim          |                   |       |
| Tim McGraw                        | Sim          |                   |       |
| Kathrine McKee                    |              |                   | Sim   |
| Ian McKellen                      | Sim          |                   |       |
| Sarah McLachlan                   |              | Sim               |       |
| John McLaughlin                   |              |                   | Sim   |
| Vince McMahon                     |              |                   | Sim   |
| Taylor Mead                       |              |                   | Sim   |
| Kevin Meaney                      |              |                   | Sim   |
| Anne Meara                        |              |                   | Sim   |
| Meat Loaf                         |              | Sim               |       |
| Melle Mel                         |              | Sim               |       |
| Milan Melvin                      |              |                   | Sim   |
| Wendy Melvoin                     |              |                   | Sim   |
| Men at Work                       |              | Sim               |       |
| Natalie Merchant                  |              | Sim               |       |
| Metallica                         |              | Sim               |       |
| The Meters                        |              | Sim               |       |
| MGMT                              |              | Sim               |       |
| Mick Fleetwood's Zoo              |              | Sim               |       |
| Bette Midler                      |              | Sim               |       |
| Midnight Oil                      |              | Sim               |       |
| The Mighty Mighty Bosstones       |              | Sim               |       |
| Liza Minnelli                     |              |                   | Sim   |
| Kylie Minogue                     |              | Sim               |       |
| Bentley Mitchum                   |              |                   | Sim   |
| Robert Mitchum                    | Sim          |                   |       |
| Moby                              |              | Sim               |       |
| Modest Mouse                      |              | Sim               |       |
| Matthew Modine                    | Sim          |                   |       |
| Eddie Money                       |              | Sim               |       |
| Joe Montana                       | Sim          |                   |       |
| Demi Moore                        | Sim          |                   | Sim   |
| Dudley Moore                      | Sim          |                   |       |
| Julianne Moore                    | Sim          |                   |       |
| Mary Tyler Moore                  | Sim          |                   |       |
| Rick Moranis                      | Sim          |                   | Sim   |
| Alanis Morissette                 |              | Sim               |       |
| Van Morrison                      |              | Sim               |       |
| Morrissey                         |              | Sim               |       |
| Rob Morrow                        | Sim          |                   |       |
| Jonny Moseley                     | Sim          |                   |       |
| Elisabeth Moss                    |              |                   | Sim   |
| The Motels                        |              | Sim               |       |
| Daniel P. Moynihan                |              |                   | Sim   |
| Mr. Hudson                        |              |                   | Sim   |
| Mr. Mister                        |              | Sim               |       |
| Mr. T                             | Sim          |                   | Sim   |
| Jason Mraz                        |              | Sim               |       |
| Ms. Dynamite                      |              | Sim               |       |
| Megan Mullally                    | Sim          |                   |       |
| The Muppets                       |              |                   | Sim   |
| Brittany Murphy                   | Sim          |                   |       |
| Anne Murray                       |              | Sim               |       |
| Brent Musburger                   |              |                   | Sim   |
| Muse                              |              | Sim               |       |
| Musical Youth                     |              | Sim               |       |
| Charlie Musselwhite               |              |                   | Sim   |
| My Chemical Romance               |              | Sim               |       |
| My Morning Jacket                 |              | Sim               |       |

## N
| Convidado                   | Apresentação | Convidado Musical | Cameo |
| --------------------------- | ------------ | ----------------- | ----- |
| N.E.R.D.                    |              | Sim               |       |
| Ralph Nader                 | Sim          |                   | Sim   |
| Nate Dogg                   |              |                   | Sim   |
| Liam Neeson                 | Sim          |                   |       |
| Nelly                       |              | Sim               |       |
| Frank Nelson                |              |                   | Sim   |
| Rick Nelson                 | Sim          |                   |       |
| Willie Nelson               | Sim          | Sim               |       |
| Nelson                      |              | Sim               |       |
| Michael Nesmith             |              |                   | Sim   |
| Ron Nessen                  | Sim          |                   |       |
| Aaron Neville               |              | Sim               |       |
| Ivan Neville                |              |                   | Sim   |
| The Neville Brothers        |              | Sim               |       |
| New Edition                 |              | Sim               |       |
| The New Joe Jackson Band    |              | Sim               |       |
| The New Leviathan Orchestra |              | Sim               |       |
| Bob Newhart                 | Sim          |                   |       |
| Edwin Newman                | Sim          |                   | Sim   |
| Randy Newman                |              | Sim               | Sim   |
| Olivia Newton-John          | Sim          | Sim               |       |
| Nicki Minaj                 |              |                   |       |
| Jack Nicholson              |              |                   | Sim   |
| Stevie Nicks                |              | Sim               |       |
| Leslie Nielsen              | Sim          |                   |       |
| Lisa Niemi                  |              |                   | Sim   |
| Leonard Nimoy               |              |                   | Sim   |
| Nirvana                     |              | Sim               |       |
| No Doubt                    |              | Sim               |       |
| Edward Norton               |              |                   | Sim   |
| The Notting Hillbillies     |              |                   | Sim   |
| Gary Numan                  |              | Sim               |       |
| Diana Nyad                  |              |                   | Sim   |

## O
| Convidado          | Apresentação | Convidado Musical | Cameo |
| ------------------ | ------------ | ----------------- | ----- |
| Conan O'Brien      | Sim          |                   | Sim   |
| Carrol O'Connor    |              |                   | Sim   |
| Sinéad O'Connor    |              | Sim               |       |
| Rosie O'Donnell    | Sim          |                   |       |
| Catherine O'Hara   | Sim          |                   | Sim   |
| Shaquille O'Neal   |              |                   | Sim   |
| Ed O'Neill         | Sim          |                   |       |
| Oasis              |              | Sim               |       |
| John Oates         |              | Sim               |       |
| Barack Obama       |              |                   | Sim   |
| Ric Ocasek         |              | Sim               |       |
| Billy Ocean        |              | Sim               |       |
| Nick Offerman      |              |                   | Sim   |
| Olivia             |              |                   | Sim   |
| Ashley Olsen       | Sim          |                   |       |
| Mary-Kate Olsen    | Sim          |                   |       |
| Roy Orbison        |              | Sim               |       |
| Jenna Ortega       | Sim          |                   |       |
| Bob Orton          |              |                   | Sim   |
| Harry Osborne      |              |                   | Sim   |
| Joan Osborne       |              | Sim               |       |
| Outkast            |              | Sim               |       |
| Catherine Oxenberg | Sim          |                   |       |
| Dr. Oz             |              |                   | Sim   |

## P
| Convidado                           | Apresentação | Convidado Musical | Cameo |
| ----------------------------------- | ------------ | ----------------- | ----- |
| P.O.D.                              |              | Sim               |       |
| Frankie Pace                        |              |                   | Sim   |
| Elliot Page                         | Sim          |                   |       |
| Jimmy Page                          |              |                   | Sim   |
| Michael Palin                       | Sim          |                   | Sim   |
| Sarah Palin                         |              |                   | Sim   |
| Gwyneth Paltrow                     | Sim          |                   | Sim   |
| Panic At The Disco                  |              | Sim               |       |
| Joseph Papp                         |              |                   | Sim   |
| Sarah Jessica Parker                | Sim          |                   |       |
| Dolly Parton                        | Sim          | Sim               |       |
| Pedro Pascal                        | Sim          |                   |       |
| George Pataki                       |              |                   | Sim   |
| Jason Patric                        | Sim          |                   |       |
| Patti Smith Group                   |              | Sim               |       |
| Luciano Pavarotti                   |              | Sim               |       |
| Bill Paxton                         | Sim          |                   |       |
| Walter Payton                       | Sim          |                   |       |
| Pearl Jam                           |              | Sim               |       |
| Diana Peckham                       |              |                   | Sim   |
| Clara Peller                        |              |                   | Sim   |
| Janice Pendarvis                    |              |                   | Sim   |
| Sean Penn                           | Sim          |                   | Sim   |
| Penn and Teller                     |              |                   | Sim   |
| Anthony Perkins                     | Sim          |                   |       |
| Rhea Perlman                        | Sim          |                   |       |
| Harold Perrineau                    |              |                   | Sim   |
| Luke Perry                          | Sim          |                   |       |
| Matthew Perry                       | Sim          |                   |       |
| The Persuasions                     |              | Sim               |       |
| Joe Pesci                           | Sim          |                   | Sim   |
| Bernadette Peters                   | Sim          |                   | Sim   |
| Al Alen Petersen                    |              |                   | Sim   |
| Debbie Phelps                       |              |                   | Sim   |
| Michael Phelps                      | Sim          |                   |       |
| Regis Philbin                       |              |                   | Sim   |
| Ryan Phillippe                      | Sim          |                   |       |
| Esther Phillips                     |              | Sim               |       |
| Wintley Phipps                      |              | Sim               |       |
| Phish                               |              | Sim               |       |
| Phoenix                             |              | Sim               |       |
| David Hyde Pierce                   | Sim          |                   |       |
| Kate Pierson                        |              | Sim               | Sim   |
| Bronson Pinchot                     | Sim          |                   |       |
| Chris Pine                          |              |                   | Sim   |
| Pink                                |              |                   | Sim   |
| The Cast of The Pirates of Penzance |              | Sim               |       |
| Brad Pitt                           |              |                   | Sim   |
| Jeremy Piven                        | Sim          |                   |       |
| Mary Kay Place                      | Sim          |                   |       |
| Sylvia Plachy                       |              |                   | Sim   |
| Aubrey Plaza                        | Sim          |                   |       |
| Donald Pleasence                    | Sim          |                   |       |
| Suzanne Pleshette                   |              |                   | Sim   |
| George Plimpton                     |              |                   | Sim   |
| Scott Podsednik                     |              |                   | Sim   |
| The Pogues                          |              | Sim               |       |
| Leslie Pollack                      |              |                   | Sim   |
| John Popper                         |              | Sim               | Sim   |
| Paulina Porizkova                   |              |                   | Sim   |
| Portishead                          |              | Sim               |       |
| Natalie Portman                     | Sim          |                   |       |
| Paula Poundstone                    |              |                   | Sim   |
| Maury Povich                        |              |                   | Sim   |
| Power Station                       |              | Sim               |       |
| Paula Prentiss                      | Sim          |                   |       |
| Preservation Hall Jazz Band         |              | Sim               |       |
| Jaime Pressly                       | Sim          |                   |       |
| Billy Preston                       |              | Sim               |       |
| The Pretenders                      |              | Sim               |       |
| Alan Price                          |              | Sim               |       |
| Jason Priestley                     | Sim          |                   |       |
| Prince                              |              | Sim               |       |
| John Prine                          |              | Sim               |       |
| Freddie Prinze Jr.                  | Sim          |                   |       |
| Proof                               |              |                   | Sim   |
| Richard Pryor                       | Sim          |                   |       |
| Shelley Pryor                       |              |                   | Sim   |
| Public Enemy                        |              | Sim               |       |
| The Pull                            |              | Sim               |       |
| Bill Pullman                        | Sim          |                   |       |

## Q
| Convidado               | Apresentação | Convidado Musical | Cameo |
| ----------------------- | ------------ | ----------------- | ----- |
| Dennis Quaid            | Sim          |                   |       |
| Queen                   |              | Sim               |       |
| Queen Ida               |              | Sim               |       |
| Queen Latifah           | Sim          | Sim               | Sim   |
| Queens of the Stone Age |              | Sim               |       |
| Quincy Jones III        |              | Sim               |       |
| Zachary Quinto          |              |                   | Sim   |

## R
| Convidado                          | Apresentação | Convidado Musical | Cameo |
| ---------------------------------- | ------------ | ----------------- | ----- |
| R.E.M.                             |              | Sim               |       |
| Radiohead                          |              | Sim               |       |
| Corinne Bailey Rae                 |              | Sim               |       |
| Rage Against The Machine           |              | Sim               |       |
| Bonnie Raitt                       |              | Sim               |       |
| Rancid                             |              | Sim               |       |
| Tony Randall                       |              |                   | Sim   |
| Thalmus Rasulala                   |              |                   | Sim   |
| Gene Rayburn                       |              |                   | Sim   |
| Rayvon                             |              |                   | Sim   |
| Razor Ruddock (Donovan Ruddock)    |              |                   | Sim   |
| Stephen Rea                        |              |                   | Sim   |
| Ron Reagan                         | Sim          |                   |       |
| Eugene Record                      |              | Sim               |       |
| Red Hot Chili Peppers              |              | Sim               |       |
| Leon Redbone                       |              | Sim               |       |
| Lou Reed                           |              | Sim               | Sim   |
| Rex Reed                           |              | Sim               | Sim   |
| Christopher Reeve                  | Sim          |                   | Sim   |
| Martha Reeves                      |              | Sim               |       |
| John C. Reilly                     | Sim          |                   |       |
| Rob Reiner                         | Sim          |                   |       |
| Judge Reinhold                     | Sim          |                   |       |
| Paul Reiser                        | Sim          |                   |       |
| Janet Reno                         |              |                   | Sim   |
| The Replacements                   |              | Sim               |       |
| Burt Reynolds                      | Sim          |                   |       |
| Ryan Reynolds                      | Sim          |                   |       |
| Christina Ricci                    | Sim          |                   | Sim   |
| Frank Rich                         |              |                   | Sim   |
| Keith Richards                     | Sim          | Sim               |       |
| Miranda Richardson                 | Sim          |                   |       |
| Lionel Richie                      |              | Sim               |       |
| Jonathan Richman                   |              |                   | Sim   |
| Don Rickles                        |              |                   | Sim   |
| Rihanna                            |              | Sim               |       |
| Rikrok                             |              |                   | Sim   |
| Kelly Ripa                         | Sim          |                   | Sim   |
| Joan Rivers                        | Sim          |                   |       |
| Tim Robbins                        | Sim          |                   | Sim   |
| Robert Cray Band                   |              | Sim               |       |
| Robert Plant and The Honeydrippers |              | Sim               |       |
| Doris Roberts                      |              |                   | Sim   |
| Cliff Robertson                    |              |                   | Sim   |
| Robbie Robertson                   |              | Sim               |       |
| Roc Raida                          |              |                   | Sim   |
| The Roches                         |              | Sim               |       |
| The Rock                           | Sim          |                   | Sim   |
| The Rockettes                      |              |                   | Sim   |
| Andy Roddick                       | Sim          |                   |       |
| Dennis Rodman                      |              |                   | Sim   |
| Seth Rogen                         | Sim          |                   |       |
| Charles Rogers                     |              |                   | Sim   |
| Al Roker                           |              |                   | Sim   |
| Scott Rolen                        |              |                   | Sim   |
| The Rolling Stones                 | Sim          | Sim               |       |
| Rollins Band                       |              | Sim               |       |
| Ray Romano                         | Sim          |                   |       |
| Linda Ronstadt                     |              | Sim               | Sim   |
| The Roots                          |              |                   | Sim   |
| George Rose                        |              | Sim               |       |
| Roseanne                           | Sim          |                   | Sim   |
| George H. Ross                     |              |                   | Sim   |
| Rowdy Roddy Piper                  |              |                   | Sim   |
| Kelly Rowland                      |              | Sim               | Sim   |
| Badal Roy                          |              |                   | Sim   |
| Jerry Rubin                        |              |                   | Sim   |
| Paul Rudd                          | Sim          |                   | Sim   |
| Run DMC                            |              | Sim               |       |
| Todd Rundgren                      |              | Sim               |       |
| RuPaul                             |              |                   | Sim   |
| Bill Russell                       | Sim          |                   |       |
| Leon and Mary Russell              |              | Sim               |       |
| Winona Ryder                       | Sim          |                   | Sim   |

## S
| Convidado             | Apresentação | Convidado Musical | Cameo |
| --------------------- | ------------ | ----------------- | ----- |
| Ernie Sabella         |              |                   | Sim   |
| Sade                  |              | Sim               |       |
| Bob Saget             | Sim          |                   |       |
| Soupy Sales           |              |                   | Sim   |
| Salt-N-Pepa           |              | Sim               |       |
| Sam and Dave          |              | Sim               |       |
| David Sanborn         |              | Sim               |       |
| Mark Sanchez          |              |                   | Sim   |
| Deion Sanders         | Sim          |                   |       |
| Isabel Sanford        |              |                   | Sim   |
| Santana               |              | Sim               |       |
| Alejandro Sanz        |              |                   | Sim   |
| Susan Sarandon        |              |                   | Sim   |
| Michael Sarrazin      | Sim          |                   | Sim   |
| Peter Sarsgaard       | Sim          |                   |       |
| Fred Savage           | Sim          |                   |       |
| Leo Sayer             |              | Sim               |       |
| Boz Scaggs            |              | Sim               |       |
| Roy Scheider          | Sim          |                   |       |
| Richard Schiff        |              |                   | Sim   |
| George Schultz        |              |                   | Sim   |
| Charles Schumer       |              |                   | Sim   |
| Arnold Schwarzenegger |              |                   | Sim   |
| David Schwimmer       | Sim          |                   |       |
| Scissor Sisters       |              | Sim               |       |
| Martin Scorsese       |              |                   | Sim   |
| Seann William Scott   | Sim          |                   |       |
| Tom Scott             |              | Sim               |       |
| Gil Scott Heron       |              | Sim               |       |
| Steven Seagal         | Sim          |                   |       |
| Seal                  |              | Sim               |       |
| Sean Paul             |              | Sim               |       |
| Tom Seaver            |              |                   | Sim   |
| John Sebastian        |              | Sim               |       |
| Neil Sedaka           |              | Sim               |       |
| Jerry Seinfeld        | Sim          |                   | Sim   |
| Seka                  |              |                   | Sim   |
| Stephanie Seymour     |              |                   | Sim   |
| Shaggy                |              | Sim               |       |
| Shakira               |              | Sim               |       |
| Tupac Shakur          |              | Sim               |       |
| Garry Shandling       | Sim          |                   |       |
| Will Shatner          | Sim          |                   | Sim   |
| Charlie Sheen         | Sim          |                   |       |
| Martin Sheen          | Sim          |                   | Sim   |
| Sheila E.             |              | Sim               |       |
| Judge Judy Sheindlin  |              |                   | Sim   |
| The Shins             |              | Sim               |       |
| Ellen Shipley         |              | Sim               |       |
| Grant Show            |              |                   | Sim   |
| Gabourey Sidibe       | Sim          |                   |       |
| Jamie-Lynn Sigler     |              |                   | Sim   |
| Silverchair           |              | Sim               |       |
| J.K. Simmons          |              |                   | Sim   |
| Richard Simmons       |              |                   | Sim   |
| Carly Simon           |              | Sim               |       |
| Paul Simon            | Sim          | Sim               | Sim   |
| Paul Simon            |              |                   | Sim   |
| Simple Minds          |              | Sim               |       |
| Simply Red            |              | Sim               |       |
| Ashlee Simpson        |              | Sim               |       |
| Jessica Simpson       | Sim          |                   |       |
| O. J. Simpson         | Sim          |                   |       |
| Molly Sims            |              |                   | Sim   |
| Sinbad                | Sim          |                   |       |
| The Idlers            |              |                   | Sim   |
| Gene Siskel           |              |                   | Sim   |
| Sisqo                 |              | Sim               |       |
| Jeremy Sisto          |              |                   | Sim   |
| Skid Row              |              | Sim               | Sim   |
| Christian Slater      | Sim          |                   | Sim   |
| John Slattery         |              |                   | Sim   |
| Percy Sledge          |              | Sim               |       |
| The Smashing Pumpkins |              | Sim               |       |
| Elliott Smith         |              | Sim               |       |
| G.E. Smith            |              |                   | Sim   |
| Patti Smith           |              | Sim               | Sim   |
| Rex Smith             |              | Sim               |       |
| The Smithereens       |              | Sim               |       |
| Jimmy Smits           | Sim          |                   |       |
| Dick Smothers         | Sim          |                   |       |
| Tom Smothers          | Sim          |                   |       |
| Snoop Dogg            | Sim          | Sim               |       |
| Phoebe Snow           |              | Sim               |       |
| Snow Patrol           |              | Sim               |       |
| Soul Asylum           |              | Sim               |       |
| Soundgarden           |              | Sim               |       |
| Sissy Spacek          | Sim          |                   |       |
| Kevin Spacey          | Sim          |                   |       |
| The Spanic Boys       |              | Sim               |       |
| Sparks                |              | Sim               |       |
| Britney Spears        | Sim          | Sim               | Sim   |
| The Specials          |              | Sim               |       |
| Regina Spektor        |              | Sim               |       |
| John Spencer          |              |                   | Sim   |
| Sy Sperling           |              |                   | Sim   |
| Spice Girls           |              | Sim               |       |
| Miskel Spillman       | Sim          |                   | Sim   |
| Spin Doctors          |              | Sim               |       |
| Spinal Tap            |              | Sim               |       |
| The Spinners          |              | Sim               |       |
| Spoon                 |              | Sim               |       |
| Bruce Springsteen     |              | Sim               |       |
| Squeeze               |              | Sim               |       |
| Billy Squier          |              | Sim               |       |
| Ken Stabler           |              | Sim               |       |
| Sylvester Stallone    | Sim          |                   |       |
| Stanley Clarke Trio   |              | Sim               |       |
| Harry Dean Stanton    | Sim          |                   |       |
| Jean Stapleton        |              |                   | Sim   |
| Maureen Stapleton     | Sim          |                   |       |
| Ringo Starr           | Sim          |                   |       |
| The Statler Brothers  |              |                   | Sim   |
| Gwen Stefani          |              | Sim               | Sim   |
| Chris Stein           |              | Sim               | Sim   |
| George Steinbrenner   | Sim          |                   |       |
| Howard Stern          |              |                   | Sim   |
| Jon Stewart           | Sim          |                   |       |
| Patrick Stewart       | Sim          |                   |       |
| Rod Stewart           |              | Sim               |       |
| Julia Stiles          | Sim          |                   | Sim   |
| Jerry Stiller         |              |                   | Sim   |
| Sting                 | Sim          | Sim               |       |
| Oliver Stone          |              |                   | Sim   |
| Sharon Stone          | Sim          |                   |       |
| Stone Temple Pilots   |              | Sim               |       |
| Stray Cats            |              | Sim               |       |
| Barbra Streisand      |              |                   | Sim   |
| The Strokes           |              | Sim               |       |
| Kerri Strug           |              |                   | Sim   |
| Stuff                 |              | Sim               |       |
| Trudie Styler         |              |                   | Sim   |
| The Stylistics        |              | Sim               |       |
| The Sugarcubes        |              | Sim               |       |
| Sum41                 |              | Sim               | Sim   |
| Sun Ra                |              | Sim               |       |
| David Susskind        |              |                   | Sim   |
| Kiefer Sutherland     | Sim          |                   |       |
| Mena Suvari           | Sim          |                   |       |
| Hilary Swank          | Sim          |                   |       |
| Lynn Swann            |              |                   | Sim   |
| Patrick Swayze        | Sim          |                   |       |
| Mike Sweeney          |              |                   | Sim   |
| Taylor Swift          | Sim          | Sim               |       |
| Swizz Beatz           |              |                   | Sim   |
| Keith Sykes           |              | Sim               |       |
| System of a Down      |              | Sim               |       |

## T
| Convidado                       | Apresentação | Convidado Musical | Cameo |
| ------------------------------- | ------------ | ----------------- | ----- |
| T-Pain                          |              | Sim               | Sim   |
| T.I.                            |              | Sim               |       |
| Fred Tackett                    |              | Sim               | Sim   |
| Taj Mahal                       |              | Sim               |       |
| Take 6                          |              | Sim               |       |
| Talking Heads                   |              | Sim               |       |
| Támar                           |              |                   | Sim   |
| Quentin Tarantino               | Sim          |                   |       |
| Fran Tarkenton                  | Sim          |                   |       |
| Brandon Tartikoff               | Sim          |                   | Sim   |
| James Taylor                    |              | Sim               |       |
| Rip Taylor                      |              |                   | Sim   |
| Technotronic                    |              | Sim               |       |
| Teenage Fanclub                 |              | Sim               |       |
| Tenacious D                     |              | Sim               | Sim   |
| Lee Tergesen                    |              |                   | Sim   |
| Them Crooked Vultures           |              | Sim               |       |
| Charlize Theron                 | Sim          |                   |       |
| Third Eye Blind                 |              | Sim               |       |
| Betty Thomas                    | Sim          |                   |       |
| Dave Thomas                     | Sim          |                   | Sim   |
| The Thompson Twins              |              | Sim               |       |
| Billy Bob Thornton              | Sim          |                   |       |
| Marv Throneberry                |              |                   | Sim   |
| Cheryl Tiegs                    |              |                   | Sim   |
| Gary Tigerman                   |              | Sim               |       |
| Charlene Tilton                 | Sim          |                   |       |
| Timbaland                       |              |                   | Sim   |
| Justin Timberlake               | Sim          | Sim               | Sim   |
| Timbuk 3                        |              | Sim               |       |
| The Time                        |              | Sim               |       |
| Tin Machine                     |              | Sim               |       |
| The Ting Tings                  |              | Sim               |       |
| Libby Titus                     |              | Sim               |       |
| TLC                             |              | Sim               |       |
| Tom Petty and The Heartbreakers |              | Sim               | Sim   |
| Marisa Tomei                    | Sim          |                   |       |
| Lily Tomlin                     | Sim          |                   | Sim   |
| Tony! Toni! Toné!               |              | Sim               |       |
| Toots & the Maytals             |              | Sim               |       |
| Peter Tosh                      |              | Sim               |       |
| The Tragically Hip              |              | Sim               |       |
| Daniel J. Travanti              | Sim          |                   |       |
| Randy Travis                    |              | Sim               |       |
| John Travolta                   | Sim          |                   |       |
| Alex Trebek                     |              |                   | Sim   |
| Triple H                        |              |                   | Sim   |
| Donald Trump                    | Sim          |                   |       |
| Kathleen Turner                 | Sim          |                   |       |
| Tina Turner                     |              | Sim               | Sim   |
| John Turturro                   | Sim          |                   |       |
| Tv on the Radio                 |              | Sim               |       |
| Cicely Tyson                    | Sim          |                   |       |
| Mike Tyson                      |              |                   | Sim   |

## U
| Convidado        | Apresentação | Convidado Musical | Cameo |
| ---------------- | ------------ | ----------------- | ----- |
| U2               |              | Sim               |       |
| UB40             |              | Sim               |       |
| Bob Uecker       | Sim          |                   |       |
| Tracy Ullman     |              |                   | Sim   |
| Carrie Underwood |              | Sim               |       |
| Keith Urban      |              | Sim               |       |
| Robert Urich     | Sim          |                   |       |
| Usher            |              | Sim               |       |

## V
| Convidado           | Apresentação | Convidado Musical | Cameo |
| ------------------- | ------------ | ----------------- | ----- |
| Vampire Weekend     |              | Sim               |       |
| James Van Der Beek  | Sim          |                   |       |
| Greta Van Fleet     |              | Sim               |       |
| Eddie Van Halen     |              |                   | Sim   |
| Kenny Vance         |              | Sim               |       |
| Luther Vandross     |              | Sim               | Sim   |
| Nia Vardalos        | Sim          |                   |       |
| Jimmy Vaughn        |              |                   | Sim   |
| Stevie Ray Vaughn   |              | Sim               |       |
| Vince Vaughn        | Sim          |                   |       |
| Suzanne Vega        |              | Sim               |       |
| Veruca Salt         |              | Sim               |       |
| Abe Vigoda          |              |                   | Sim   |
| The Voices of Unity |              | Sim               |       |

## W
| Convidado              | Apresentação | Convidado Musical | Cameo |
| ---------------------- | ------------ | ----------------- | ----- |
| Andrew W.K.            |              | Sim               |       |
| Robert Wagner          | Sim          |                   |       |
| Mark Wahlberg          |              |                   | Sim   |
| Loudon Wainwright III  |              | Sim               |       |
| John Waite             |              | Sim               |       |
| Tom Waits              |              | Sim               |       |
| Christopher Walken     | Sim          |                   |       |
| Jimmie Walker          |              |                   | Sim   |
| Nancy Walker           |              |                   | Sim   |
| The Wallflowers        |              | Sim               |       |
| Skip Ward              |              |                   | Sim   |
| Andy Warhol            |              |                   | Sim   |
| Malcolm-Jamal Warner   | Sim          |                   |       |
| Jennifer Warnes        |              | Sim               |       |
| Sam Waterston          |              |                   | Sim   |
| Muse Watson            |              |                   | Sim   |
| Wayne Wonder           |              | Sim               |       |
| Carl Weathers          | Sim          |                   | Sim   |
| Sigourney Weaver       | Sim          |                   |       |
| Weezer                 |              | Sim               |       |
| Becky and Max Weinberg |              |                   | Sim   |
| Marc Weiner            |              |                   | Sim   |
| Bruce Weitz            |              |                   | Sim   |
| Raquel Welch           | Sim          |                   |       |
| David Wells            |              |                   | Sim   |
| George Wendt           | Sim          |                   | Sim   |
| Fred Wesley            |              |                   | Sim   |
| Kanye West             |              | Sim               |       |
| Paul Westerberg        |              | Sim               |       |
| The Whiffenpoofs       |              |                   | Sim   |
| Forest Whitaker        | Sim          |                   |       |
| Betty White            | Sim          |                   |       |
| Rondell White          |              |                   | Sim   |
| The White Stripes      |              | Sim               |       |
| Bradley Whitford       |              |                   | Sim   |
| Wilco                  |              | Sim               |       |
| Fred Willard           | Sim          |                   |       |
| Allison Williams       |              |                   | Sim   |
| Barry Williams         |              |                   | Sim   |
| Brian Williams         | Sim          |                   | Sim   |
| Cindy Williams         |              |                   | Sim   |
| Deniece Williams       |              | Sim               |       |
| Gerald Williams        |              |                   | Sim   |
| Lucinda Williams       |              | Sim               |       |
| Robin Williams         | Sim          |                   | Sim   |
| Vanessa L. Williams    |              | Sim               |       |
| Bruce Willis           | Sim          |                   | Sim   |
| Brian Wilson           | Sim          | Sim               |       |
| Flip Wilson            | Sim          |                   |       |
| Luke Wilson            | Sim          |                   |       |
| Rainn Wilson           | Sim          |                   |       |
| Dave Winfield          |              |                   | Sim   |
| Oprah Winfrey          | Sim          |                   |       |
| Debra Winger           | Sim          |                   |       |
| Henry Winkler          |              |                   | Sim   |
| Kate Winslet           | Sim          |                   |       |
| Edgar Winter           |              |                   | Sim   |
| Johnny Winter          |              |                   | Sim   |
| Dean Winters           |              |                   | Sim   |
| Bill Withers           |              | Sim               |       |
| Reese Witherspoon      | Sim          |                   |       |
| Mark Wohlers           | Sim          |                   | Sim   |
| Peter Wolf             |              | Sim               |       |
| Scott Wolf             | Sim          |                   |       |
| Tom "T-Bone" Wolk      |              |                   | Sim   |
| Stevie Wonder          | Sim          | Sim               |       |
| Elijah Wood            | Sim          |                   | Sim   |
| Ron Wood               | Sim          |                   | Sim   |
| James Woods            | Sim          |                   |       |
| Jimmy Workman          |              |                   | Sim   |
| World Party            |              | Sim               |       |
| Steven Wright          |              |                   | Sim   |
| Noah Wyle              |              |                   | Sim   |

## X
(nenhum)

## Y
| Convidado       | Apresentação | Convidado Musical | Cameo |
| --------------- | ------------ | ----------------- | ----- |
| Gideon Yago     |              |                   | Sim   |
| Yeah Yeah Yeahs |              | Sim               |       |
| Dwight Yoakam   |              | Sim               |       |
| Neil Young      |              | Sim               |       |
| Paul Young      |              | Sim               |       |
| Young Jeezy     |              |                   | Sim   |

## Z
| Convidado            | Apresentação | Convidado Musical | Cameo |
| -------------------- | ------------ | ----------------- | ----- |
| John Zacherle        |              |                   | Sim   |
| Frank Zappa          | Sim          | Sim               |       |
| Todd Zeile           |              |                   | Sim   |
| Renee Zellweger      | Sim          |                   |       |
| Catherine Zeta-Jones | Sim          |                   |       |
| Bob Zmuda            |              |                   | Sim   |
| Zwan                 |              | Sim               |       |

## Apresentadores mais Velhos
Esta é uma lista das pessoas mais velhas a apresentar o show. A fim de tornar esta lista, a pessoa deve ter mais de 65 anos de idade quando organizou o show em dado momento.
| Pessoa             | Apresentação          | Convidado Musical   | Idade |
| ------------------ | --------------------- | ------------------- | ----- |
| Eubie Blake        | 10 de Março de 1979   | 92 anos, 31 anos    |       |
| Betty White        | 8 de Maio de 2010     | 88 anos, e 111 dias |       |
| Miskel Spillman    | 17 de Dezembro 1977   | 80 anos, 100 dias   |       |
| Ruth Gordon        | 22 de Janeiro 1977    | 80 anos, 84 dias    |       |
| Charlton Heston    | 4 de Dezembro de 1993 | 70 anos, 61 dias    |       |
| Milton Berle       | 14 de Abril de 1979   | 70 anos, 276 dias   |       |
| Charlton Heston    | 4 de Dezembro de 1993 | 70 anos, 61 dias    |       |
| Christopher Walken | 5 de Abril de 2008    | 65 anos, 5 dias     |       |

## Convidados mais Jovens
Esta é uma lista das pessoas mais jovens a a apresentarem. A fim de fazer essa lista, a pessoa deve estar sob a idade de 18, quando organizou o show em dado momento.
| Pessoa               | Apresentação            | Convidado Musical   | Idade            |
| -------------------- | ----------------------- | ------------------- | ---------------- |
| Drew Barrymore       | 20 de Novembro de 1982  | 7 anos, 271 dias    |                  |
| Macaulay Culkin      | 23 de Novembro de 1991  | 11 anos, 89 dias    |                  |
| Fred Savage*         | 24 de Fevereiro de 1990 | 13 anos, 230 dias   |                  |
| Jodie Foster         | 27 de Novembro de 1976  | 14 anos, 8 dias     |                  |
| Justin Bieber        |                         | 10 de Abril de 2010 | 16 anos, 40 dias |
| Malcolm-Jamal Warner | 18 de Outubro de 1986   | 16 anos, 61 dias    |                  |
| Lindsay Lohan        | 1 de Maio de 2004       | 17 anos, 304 dias   |                  |
| Taylor Lautner       | 12 de Dezembro de 2009  | 17 anos, 304 dias   |                  |
| Ashley Olsen         | 15 de Maio de 2004      | 17 anos, 337 dias   |                  |
| Mary-Kate Olsen      | 15 de Maio de 2004      | 17 anos, 337 dias   |                  |

*Fred Savage é o primeiro apresentador a nascer depois da estreia do show em 1975.